# Ormosia weymarni
Ormosia weymarni là một loài ruồi trong họ Limoniidae. Chúng phân bố ở miền Cổ bắc.